# Quercus tarahumara
Quercus tarahumara — вид рослин з родини букових (Fagaceae), поширений на півночі Мексики.

## Опис
Це дерево понад 8 метрів заввишки. Кора тріщинувата, сірувата. Гілочки кремезні, золотисті, з стійким накидом із стеблистих, зірчастих волосків; є дрібні бліді сочевички. Листки опуклі, товсті, шкірясті, від широкоовальних до майже округлих, 8–25 × 10–20 см; верхівка округла або тупа; основа тупа до серцеподібної; край товстий, загнутий, цілий або зубчастий; верх тьмяно-оливково-зелений, майже голий, з деякими зірчастими волосками вздовж серединної жилки; низ густо-жовтувато-вовнистий; ніжка волохата, 15–60 мм. Період цвітіння: лютий. Тичинкові сережки 10–20 см завдовжки, з численними квітками. Маточкові суцвіття завдовжки 1 см, малоквіткові. Жолуді поодинокі або парні на ніжці завдовжки менше 1 см, яйцеподібні, 8–14 мм завдовжки; чашечка вкриває 1/3 горіха, у діаметрі 1 см; дозрівають першого року у червні.

## Середовище проживання
Поширення: Мексика (Сонора, Сіналоа, Дуранго, Чіуауа). Росте на висотах від 1100 до 2200 метрів, у дубових лісах, сосново-дубових лісах та на переході з посушливим тропічним чагарником.

## Використання
Деревина цієї породи використовується як дрова та будівельний матеріал.

## Загрози
Дуби в Сьєрра-Мадре-Окциденталь зазнали сильних збитків від целюлозних комбінатів. Зростаюче мексиканське населення постійно конкурує з природою за природні ресурси.